# Daviot and Dunlichity

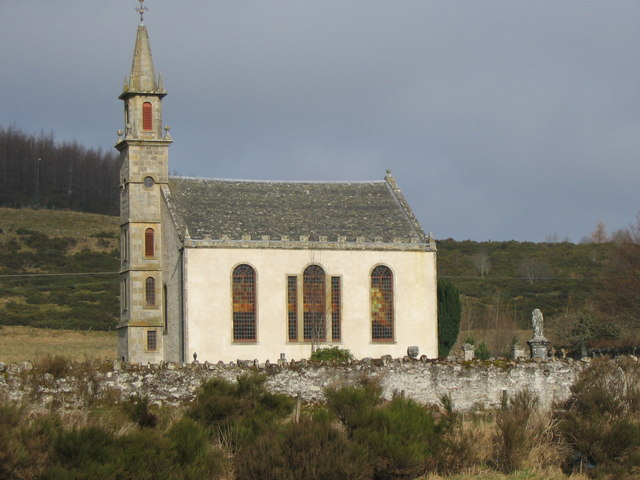
Daviot Parish Church

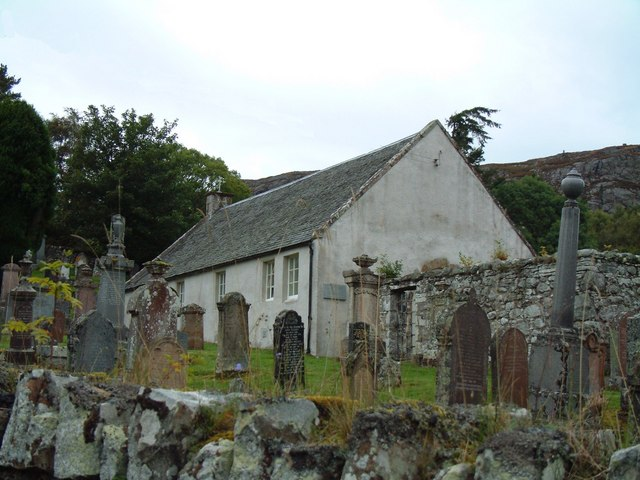
Dunlichity Parish Church

Daviot and Dunlichity ist eine historische Verwaltungseinheit (Civil Parish) im Norden von Schottland. Vom Typ her handelt es sich um eine Gemeinde. Sie lag südlich von Inverness in der heutigen Region Highland. In Bezug auf die traditionellen Grafschaften zählte Daviot and Dunlichity zu Inverness-shire. Sechs weitere Civil Parishes waren angrenzend: Boleskine and Abertarff, Croy and Dalcross, Dores, Inverness and Bona, Moy and Dalarossie sowie Petty. Entstanden war es 1845 durch die Vereinigung von zwei Parishes: Daviot und Dunlichity.
Das Gebiet ist ländlich geprägt und dünn besiedelt. Die namensgebenden Hauptorte sind Daviot und Dunlichity. Zu den weiteren Ortschaften zählen Beauly, Craggie, Croachy, East Croachy, Easter Aberchalder, Tullich, West Croachy und Wester Aberchalder.
Landschaftlich zählt das Parish zum Strathnairn. In zentraler Lage verläuft der obere Teil des River Nairn. Das Gebiet des Parishes im Westen begrenzende Seen sind der Loch Mhor, der Loch Ruthven und der Loch Dun Seilcheig. Als überregional bekannt gelten die Balnuaran of Clava, das Culloden Battlefield und das Loch Ruthven Nature Reserve.
Aus dem Civil Parish ging Ende des 20. Jahrhunderts die Community Council Area Strathnairn hervor.